# Rosalyn Lawrence
Rosalyn Lawrence (Lismore, 12 giugno 1989) è una canoista australiana, specializzata nello slalom.

## Palmarès
Mondiali
Praga 2013: oro nel C1 a squadre;
Londra 2015: oro nel C1 a squadre;
Pau 2017: argento nel C1 a squadre e bronzo nel K1 a squadre;
La Seu d'Urgell 2019: oro nel C1 a squadre.
- Campionati oceaniani di canoa slalom

Auckland 2016: argento nel K1 e bronzo nel C1;
Auckland 2017: argento nel C1;
Auckland 2018: argento nel K1 e bronzo nel C1;
Penrith 2019: argento nel C1.